# Fusillade de Zoug
Une fusillade a lieu le 27 septembre 2001 au parlement cantonal de la ville de Zoug.
L'auteur est un Suisse âgé de 57 ans, Friedrich Leibacher.

## Déroulement des faits
Friedrich Leibacher a pénétré dans le parlement zougois aux environs de 10 h 30, habillé en policier et armé de deux fusils et d'un pistolet. Il ouvre le feu sur les parlementaires à 10 h 32 puis il déclenche une bombe incendiaire avant de se donner la mort à 10 h 34.

## Bilan
- 15 morts : 11 députés, 3 conseillers d'État (Peter Bossard (de), Monika Hutter et Jean-Paul Flachsmann (de)) et le tueur
- 15 parlementaires blessés

## Auteur

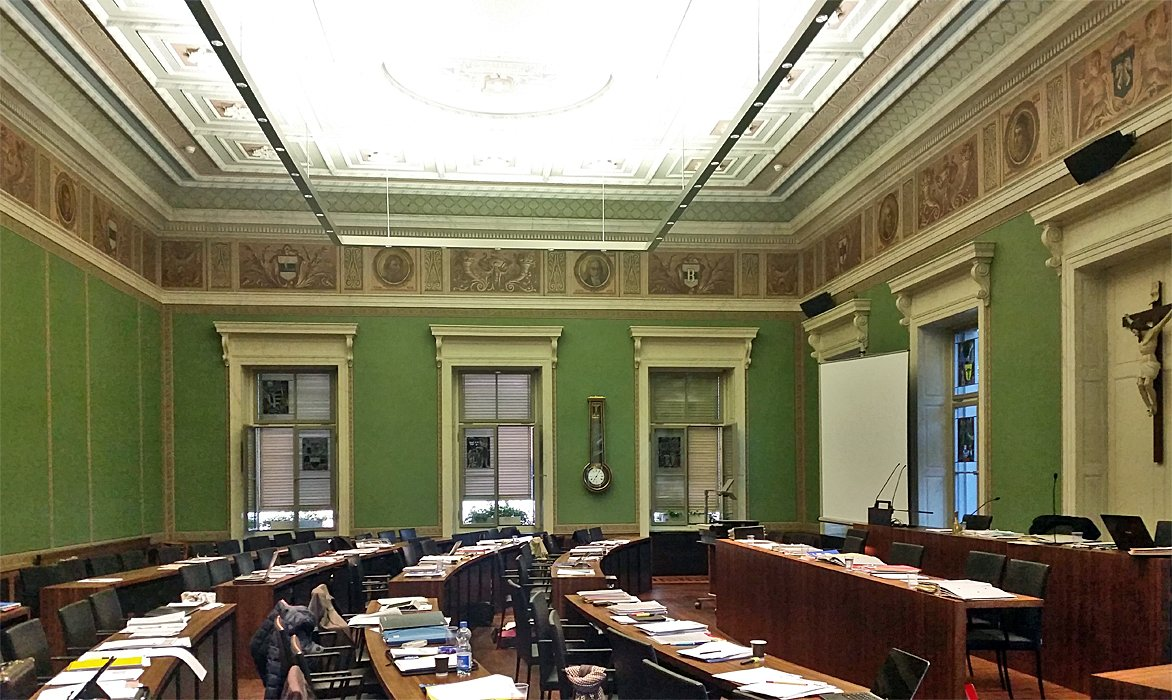
La salle où l'attentat a eu lieu.

Friedrich Heinz Leibacher (21 juillet 1944 - 27 septembre 2001) est un tueur de masse suisse qui a tué 14 membres du parlement du canton de Zoug et en a blessé 18 autres, avant de se suicider.
Leibacher avait été employé de commerce et avait eu plusieurs mariages ratés avec des femmes de la République dominicaine, dont l'une avait une fille. En 1970, il est reconnu coupable d'inceste, de vol, de falsification et d'infractions au code de la route et condamné à 18 mois de détention. Il purge sa peine dans un établissement de formation professionnelle.
Après sa détention, Leibacher s'est retrouvé au chômage. Après s'être vu diagnostiquer un trouble de la personnalité et de l'alcoolisme, il obtient une rente d'invalidité[réf. nécessaire]. En 1998 il est reconnu coupable de menaces contre un conducteur d'autobus employé par la compagnie de transport de Zoug. Bouleversé par le traitement dont il est l'objet, Friedrich Leibacher écrit fréquemment des lettres de plainte aux autorités. Le temps écoulé ne diminue en rien son grief et il commence à se croire la cible d'un complot gouvernemental dirigé par Robert Bisig, un ministre cantonal. Il poursuit Robert Bisig mais, en septembre 2001, ses actions sont rejetées par le tribunal.
À 10h30 le 27 septembre 2001, Leibacher entre au Parlement de Zoug déguisé en policier et armé d'un pistolet, un revolver, un fusil à pompe de chasse et un fusil d'assaut. Il se rend dans la salle du Parlement où il tire plus de 90 coups au hasard. Des politiciens et des journalistes sont touchés. Finalement, Leibacher fait exploser une petite bombe artisanale, puis retourne son arme contre lui. Il laisse une note de suicide décrivant son action comme un « jour de colère pour la mafia de Zoug ».

## Hommage
Un mémorial situé devant le parlement est inauguré le 30 août 2004. Il s'agit d'une plaque de verre au sol, verte, sur laquelle on discerne 14 points lumineux qui représentent les 14 victimes du tueur.